# St. Louis Blues (ijshockeyteam)

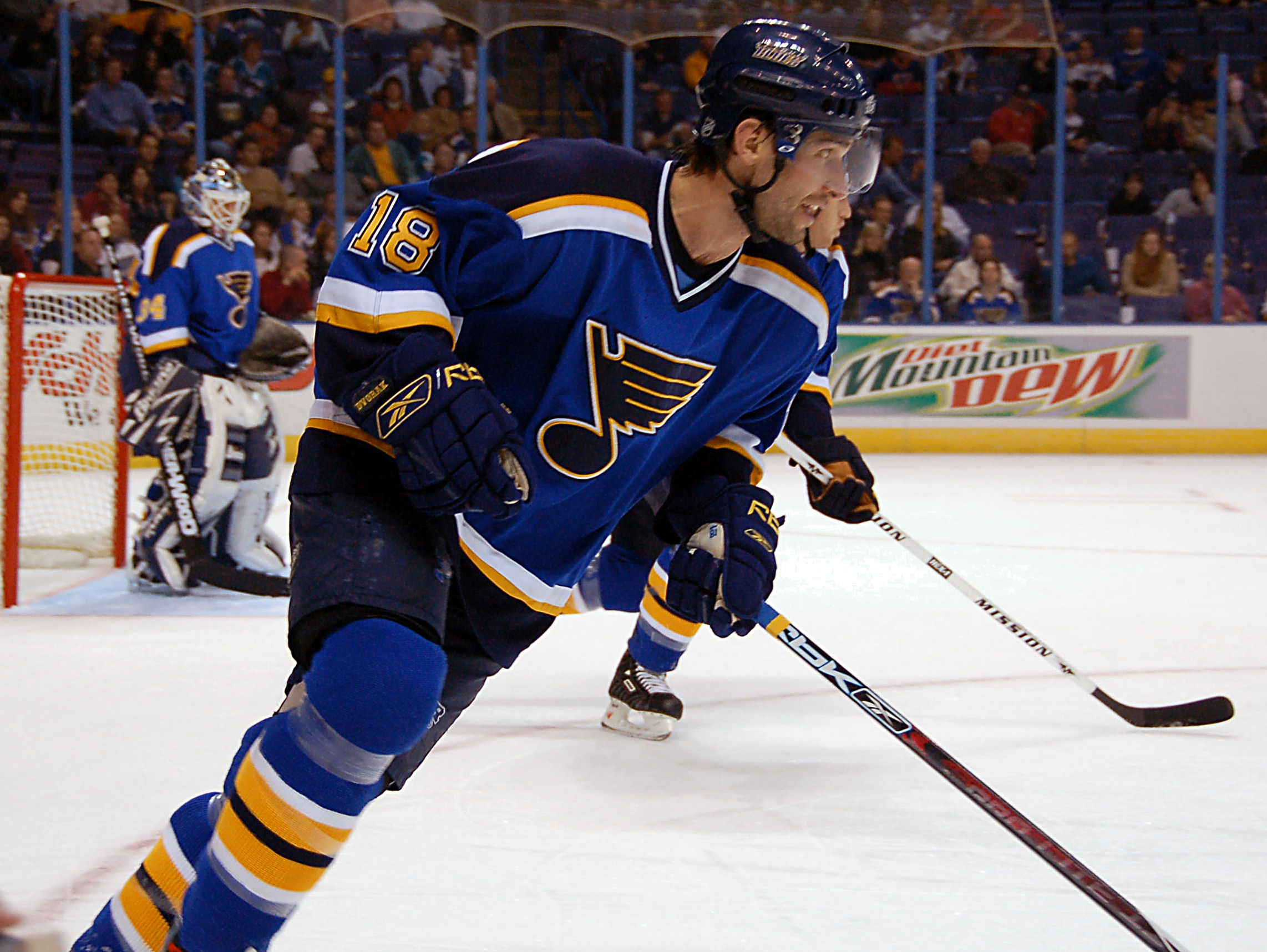
Radek Dvorak voor de Blues

De St. Louis Blues is een professioneel ijshockeyteam uit St. Louis, Missouri. Het speelt in de Central Division, Western Conference in de National Hockey League en is actief vanaf 1967.

## Geschiedenis

### Uitbreiding in 1967
In 1967 werd de National Hockey League verdubbeld door de St. Louis Blues, Oakland Seals, Minnesota North Stars, Los Angeles Kings, Philadelphia Flyers en de Pittsburgh Penguins toe te voegen bij de al spelende Original Six, Montreal Canadiens, Toronto Maple Leafs, Chicago Blackhawks, Boston Bruins, New York Rangers en de Detroit Red Wings. De Original Six hielden echter alle goede spelers, zodat de zes nieuwe teams het moesten stellen zonder toppers. Daarentegen werden de uitbreidingsteams allemaal in de West Division geplaatst en de Stanley Cupfinale ging tussen de winnaars van deze en de East Division. Een van de nieuwe teams moest dus spelen tegen een van de al bestaande teams. De Blues was de beste van de zes uitbreidingsteams, ze haalden de eerste drie jaar de finale. Er werd echter geen wedstrijd gewonnen, St. Louis verloor alle drie keren kansloos, eerst van de Boston Bruins en daarna twee keer van de Montreal Canadiens. De sterspeler van de Blues in die tijd was de doelman Jacques Plante. In 1971 werd de Chicago Blackhawks aan de West Division toegevoegd die meteen de Stanley Cupfinale haalde. In 1972 werd besloten om de play-offs te mengen in plaats van de winnaars van de beide divisies tegen elkaar te laten spelen, waardoor de zes nieuwe teams helemaal kansloos werden om een Stanley Cup te winnen.

### Jaren '80
de jaren zeventig waren slecht, wanneer de Blues tegen een Original Six-team speelde werd er verloren. Ook financieel ging het slecht, mede veroorzaakt door de rivaliteit van de World Hockey Association. In 1977 werd het team gekocht door een hondenvoerfabrikant en in 1980 werden weer de play-offs gehaald, wat zou blijven gebeuren tot 2006, toen de Blues weer voor het eerst de play-offs misten. In 1983 trok de hondenvoergigant zich terug omdat de Blues niet winstgevend was en de oprichter Edmonton Oilers, Bill Hunter, kocht het team om het te verhuizen naar Saskatoon, Saskatchewan. De NHL wilde St. Louis echter niet verliezen als speelstad, want die was commercieel beter dan het Canadese Saskatoon. Hunter verkocht het team daardoor weer en de Blues kwamen in handen van de NHL. Op het laatste moment werd er toch nog een verkoper gevonden die het team in St. Louis wilde houden. De Blues bestond vooral uit talentvolle spelers als Doug Gilmour, gedraft in 1982, maar veel spelers vertrokken naar de Calgary Flames, die in 1989 de Stanley Cup won. Verder was de Edmonton Oilers gewoon te sterk in die tijd, zodat de Blues nooit als kanshebber werd gezien voor de Stanley Cup. Begin jaren 90 bestond het team uit goede spelers als sterspeler Brett Hull en Brendan Shanahan en Al MacInnis (Wayne Gretzky speelde ook even voor de Blues in 1996) zodat het team altijd wel werd gezien als kanshebber, maar de Stanley Cup werd nooit gewonnen. In 2000 won het team de Presidents' Trophy dankzij Chris Pronger en Pavol Demitra, maar weer kwam het team niet ver in de play-offs. Het slechte seizoen 2006, ondanks de aanwezigheid van Keith Tkachuk, bracht een einde aan de mooie reeks van 25 jaar play-offs.

### 2018/2019
De St. Louis Blues begonnen het seizoen niet goed, in de eerste 10 wedstrijden werden er 7 verloren. In november werd een nieuwe coach aangesteld, Craig Berube. Dit leidde niet gelijk tot verandering, want op 7 januari 2019 stond St. Louis laatste in de gehele NHL. Daarna kwam er pas echt verandering. In februari won het team achtereenvolgend elf keer. De ploeg eindigde het seizoen als derde in de Central Division . In de eerste ronde werden de Winnipeg Jets in 6 wedstrijden verslagen. In de tweede ronde moest er een wedstrijd 7 komen tegen de Dallas Stars waarin de Blues in overtime wonnen. De tegenstander in de Eastern Conference Final waren De San Jose Sharks. Het team uit Missouri  waren de underdogs in deze serie, maar wonnen toch na 6 wedstrijden. In de Stanley Cup Finals speelden de Blues tegen het team uit Boston, de Bruins. De Bruins hadden in de halve finale de Carolina Hurricanes 'gesweept', Dus waren de grote favoriet. Toch wisten de St. Louis Blues hun eerste Stanley Cup te pakken, na in de zevende wedstrijd te winnen met 1-4. Dit was reden voor een groot feest, want ruim 600 000 mensen waren aanwezig bij de parade.

## Prijzen
- Presidents' Trophy - 2000
- Clarence S. Campbell Bowl - 1969, 1970
- Stanley Cup 2019

## Play-off optreden
- 2016 - Derde ronde (San Jose Sharks)
- 2015 - Eerste ronde (Minnesota Wild)
- 2014 - Eerste ronde (Chicago Blackhawks)
- 2013 - Eerste ronde (Los Angeles Kings)
- 2012 - Tweede ronde (Los Angeles Kings)
- 2011 - play-offs niet gehaald
- 2010 - Play-offs niet gehaald
- 2009 - Eerste ronde (Vancouver Canucks)
- 2008 - Play-offs niet gehaald
- 2007 - Play-offs niet gehaald
- 2006 - Play-offs niet gehaald
- 2005 - er vond geen competitie plaats dit seizoen door arbeidsconflict tussen bond en spelers
- 2004 - Eerste ronde (San Jose Sharks)
- 2003 - Eerste ronde (Vancouver Canucks)
- 2002 - Tweede ronde (Detroit Red Wings)
- 2001 - Derde ronde (Colorado Avalanche)
- 2000 - Eerste ronde (San Jose Sharks)
- 1999 - Tweede ronde (Dallas Stars)
- 1998 - Tweede ronde (Detroit Red Wings)
- 1997 - Eerste ronde (Detroit Red Wings)
- 1996 - Tweede ronde (Detroit Red Wings)
- 1995 - Eerste ronde (Vancouver Canucks)

## Spelers

### Huidige selectie
Bijgewerkt tot 16 oktober 2021 
| #  | Naam               | Nationaliteit    | Pos. |
| -- | ------------------ | ---------------- | ---- |
| 49 | Ivan Barbashev     | Rusland          | C    |
| 21 | Tyler Bozak        | Canada           | C    |
| 89 | Pavel Buchnevich   | Rusland          | LW   |
| 13 | Kyle Clifford      | Canada           | LW   |
| 37 | Klim Kostin        | Rusland          | C    |
| 25 | Jordan Kyrou       | Canada           | C    |
| 81 | James Neal         | Canada           | LW   |
| 63 | Jake Neighbours    | Canada           | LW   |
| 90 | Ryan O'Reilly      | Canada           | C    |
| 57 | David Perron       | Canada           | LW   |
| 20 | Brandon Saad       | Verenigde Staten | LW   |
| 10 | Brayden Schenn     | Canada           | C    |
| 70 | Oskar Sundqvist    | Zweden           | C    |
| 91 | Vladimir Tarasenko | Rusland          | RW   |
| 18 | Robert Thomas      | Canada           | C    |
| 41 | Robert Bortuzzo    | Canada           | D    |
| 72 | Justin Faulk       | Verenigde Staten | D    |
| 47 | Torey Krug         | Verenigde Staten | D    |
| 77 | Niko Mikkola       | Finland          | D    |
| 55 | Colton Parayko     | Canada           | D    |
| 6  | Marco Scandella    | Canada           | D    |
| 46 | Jake Walman        | Canada           | D    |
| 50 | Jordan Binnington  | Canada           | GK   |
| 35 | Ville Husso        | Finland          | GK   |

### Bekende (ex-) spelers

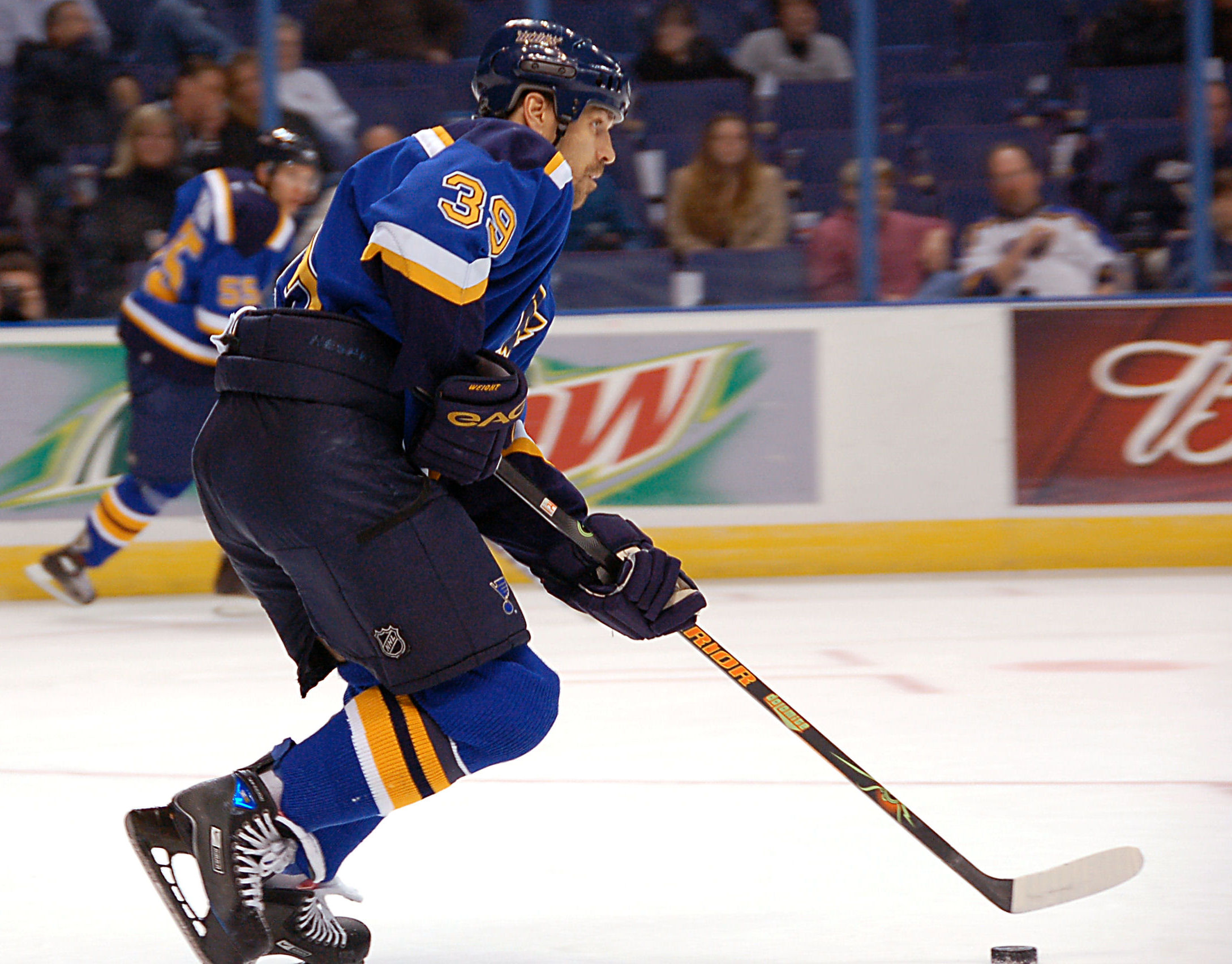
Doug Weight

- T.J. Oshie
- Brett Hull
- Wayne Gretzky
- Chris Pronger
- Al MacInnis
- Keith Tkachuk
- Jacques Plante
- Brendan Shanahan
- Doug Gilmour
- Paul Kariya

### Teruggetrokken nummers
- 2 - Al MacInnis (1994-2005)
- 3 - Bob Gassoff (1974-77)
- 5 - Bob Plager (1967-78, niet officieel)
- 8 - Barclay Plager (1967-77)
- 11 - Brian Sutter (1976-88)
- 14 - Doug Wickenheiser (1984-87, niet officieel)
- 16 - Brett Hull (1987-98)
- 24 - Bernie Federko (1976-89)
- 99 - Wayne Gretzky (1996, verboden te dragen in de gehele NHL)